# Катрин Джонсън
Катрин Коулман Гоубъл Джонсън (на английски: Katherine Coleman Goble Johnson) е американска физичка и математичка, допринесла за космическата програма на САЩ в ранните години на приложение на електронните изчислителни машини в НАСА. Тя е известна с прецизността на компютърната навигация, с която изчислява траекторията на програмата Мъркюри и на полета на Аполо 11 до Луната през 1969 година.

## Ранни години
Катрин Джонсън е родена на 26 август 1918, в афроамериканско семейство в Уайт Сълфър Спрингс, Западна Вирджиния. Провявява задълбочени интереси към математиката в училище и в колежа West Virginia State College. През 1937 година завършва колежа с пълно отличие (summa cum laude) и след това се мести в Марион, Вирджиния, за да преподава математика, френски и музика в начално училище.

## Кариера в НАСА
Неудовлетворена от преподаването, Джонсън решава да се развива като математик. По това време НАСА специално наемат жени от афроамерикански произход за департамента си по навигация. През 1953 Джонсън получава оферта за работа, която веднага приема. От 1953 до 1958 работи като изчислител, а от 1958 до пенсионирането си през 1983 година работи като космически технолог. През 1959 Джонсън пресмята траекторията на космическия полет на Алън Шепърд, първият американец в космоса. Тя изчислява и „прозореца“ на кацането му за мисията му през 1961 с Мъркюри. Подхотвя резервни навигационни карти за астронавтите в случаите на срив в електротиката. През 1962, когато НАСА за първи път използва електронни компютри, за да изчисли орбитата на Джон Глен около земята, викат Джонсън да верифицира резултатите от компютърното изчисление. Впоследствие тя започва директно да работи с новите технологии, за което помагат натрупаните умения и репутация за прецизността, с която работи. Изчислява траекторията на полета до Луната на Аполо 11 през 1969 година. На следващата година работи за мисията на Аполо 13 до Луната. По-късно през кариерата си работи в програмата за космически совалки, сателита за земни ресурси и върху плановете за изпращане на мисия до Марс.

## Наследство
Катрин Джонсън е съавтор в 26 научни статии. Влиянието ѝ в обществото като пионер в областта на космическата наука и математиката е видимо от броя награди, които тя получава и множеството пъти, когато нейната история е давана за пример за подражание. От 1979 година, докато още е на работа в НАСА, биографията ѝ има почетно място в списъците на афроамериканците с принос към науката и технологиите.
На 6 ноември 2015, президентът Барак Обама включва Катрин Джонсън в списък от 17 американци, които да бъдат удостоени с Президентския медал на свободата за 2015 година. Отличието ѝ е връчено на 24 ноември 2015, заради пионерния пример за приноса на афроамериканската жена съм науката, технологиите, инженерството и математиката.
На 5 май 2016, в Изследователския център „Лангли“ на НАСА в Хемптън, Вирджиния, на името на Катрин Джонсън е кръстен Изчислителния изследователски център. Това се случва на 55-ата годишнина от историческото изстрелване и кацане на Алън Шепърд, което Джонсън прави възможно.